# Farkas Edit (meteorológus)
Farkas Edit (teljes nevén: Farkas Edit Erzsébet, az új-zélandi tudományos életben: Edith Farkas) (Gyula, 1921. október 13. – Wellington, Új-Zéland, 1993. február 3.) magyar származású új-zélandi tanár, meteorológus, sark- és ózonkutató, az első magyar nemzetiségű nő, aki az Antarktiszon járt.

## Élete
Édesapja Farkas István szélsőjobboldali író, újságíró, édesanyja Csendes Erzsébet. Elemi és középiskolai tanulmányait Szentgotthárdon és Győrben végezte. Budapesten a Pázmány Péter Tudományegyetemet 1939-től látogatta, 1944-ben diplomázott mint matematika-fizika szakos tanár. A második világháború vége Ausztriában érte a családot, ahonnan már nem is tértek vissza, 1949-ig ott maradtak, majd kivándoroltak Új-Zélandra.
Farkas ott szembesült azzal, hogy a diplomáját nem ismerik el, ezért előbb a Palmerston North Hospitalban helyezkedett el, majd egy kutatóintézet könyvtárában kapott állást helyi mentoruk segítségével. Beiratkozott a Wellingtoni Victoria Egyetemre (Victoria University of Wellington), ahol 1952-ben szerzett MSc diplomát fizikából. Munkahelyén, a mai National Institute of Water and Atmospheric Research intézetben fő tudományos munkaterülete a sztratoszféra dinamikája, az atmoszféra szennyeződéseinek hatása a besugárzás erősségére és az ózonkutatás volt. Az ózonlyuk problémájával is foglalkozott, bár elmélete szerint ennek kialakulásában az emberi tevékenységnek kisebb szerepe van, elsősorban a sztratoszféra abnormális dinamikáját tartotta a lyuk térbeli és időbeli kiterjedése változásai okozójának.
Több mint 40 tudományos cikke jelent meg, részese volt azoknak a tudományos kutatásoknak is, amelyeknek eredményei a montréali jegyzőkönyv 1987-es aláírásához vezettek. 1975-ben lehetősége volt a Ross-szigeten található Scott- és McMurdo kutatóállomásokon eltölteni néhány hónapot – ezzel ő volt az első magyar nő, aki erre a földrészre lépett. Az állomásokon ózonlyuk megfigyelésére szolgáló műszereket próbált ki, és az ott dolgozó személyzetet tanította be.
1991-ben hazalátogatott Magyarországra, az Antarktiszon töltött időszakról szóló naplóját a Magyar Földrajzi Múzeumnak ajándékozta, s ugyanitt előadást tartott kollégáinak. Egy évvel később régóta magában hordott rákbetegsége elhatalmasodott szervezetén, megtámadta csontjait és 1993-ban Ausztráliában elhunyt.